# Шенкая
Шенкая (тур. Şenkaya; курд. Bardîz) — город и район в провинции Эрзурум (Турция).

## История
12 (25) декабря 1914 в ходе Сарыкамышского сражения Первой мировой войны турецкая дивизия (9-й корпуса) заняла Шенкай (Бардус), выбив оттуда русских казаков. 20 декабря 1914 (2 января 1915) русские войска вернули контроль над городом.